# Trident Racing
Trident Racing – włoski zespół startujący w wyścigach samochodowych, założony przez Allessandro Alunni Bravi. Obecnie startuje w serii GP2 od 2006 roku i serii GP3 od 2012 roku. W przeszłości startował także w Międzynarodowej Formule Master, Auto GP oraz azjatyckiej serii GP2. Baza zespołu znajduje się we włoskiej miejscowości San Pietro Mosezzo.

## Starty

### Seria GP2
| Rok  | Bolid              | Kierowcy           | Wyścigi | Wygrane | PP | NO | Pkt | M.K. | M.Z. |
| ---- | ------------------ | ------------------ | ------- | ------- | -- | -- | --- | ---- | ---- |
| 2006 | Dallara-Mecachrome | Gianmaria Bruni    | 21      | 2       | 2  | 1  | 33  | 7    | 6    |
| 2006 | Dallara-Mecachrome | Andreas Zuber      | 21      | 1       | 0  | 0  | 12  | 14   | 6    |
| 2007 | Dallara-Mecachrome | Pastor Maldonado   | 13      | 1       | 1  | 0  | 25  | 11   | 10   |
| 2007 | Dallara-Mecachrome | Ricardo Risatti    | 6       | 0       | 0  | 0  | 1   | 28   | 10   |
| 2007 | Dallara-Mecachrome | Sergio Hernández   | 2       | 0       | 0  | 0  | 0   | NS   | 10   |
| 2007 | Dallara-Mecachrome | Kōhei Hirate       | 21      | 0       | 0  | 0  | 9   | 19   | 10   |
| 2008 | Dallara-Mecachrome | Mike Conway        | 20      | 1       | 0  | 1  | 20  | 12   | 10   |
| 2008 | Dallara-Mecachrome | Ho-Pin Tung        | 20      | 0       | 0  | 0  | 7   | 18   | 10   |
| 2009 | Dallara-Mecachrome | Ricardo Teixeira   | 20      | 0       | 0  | 0  | 0   | NS   | 12   |
| 2009 | Dallara-Mecachrome | Davide Rigon       | 18      | 0       | 0  | 0  | 3   | 22   | 12   |
| 2009 | Dallara-Mecachrome | Rodolfo González   | 2       | 0       | 0  | 0  | 0   | NS   | 12   |
| 2010 | Dallara-Mecachrome | Johnny Cecotto Jr. | 16      | 0       | 0  | 0  | 3   | 23   | 11   |
| 2010 | Dallara-Mecachrome | Edoardo Piscopo    | 2       | 0       | 0  | 0  | 2   | 26   | 11   |
| 2010 | Dallara-Mecachrome | Federico Leo       | 2       | 0       | 0  | 0  | 0   | NS   | 11   |
| 2010 | Dallara-Mecachrome | Adrian Zaugg       | 20      | 0       | 0  | 0  | 9   | 18   | 11   |
| 2011 | Dallara-Mecachrome | Rodolfo González   | 18      | 0       | 0  | 0  | 0   | NS   | 8    |
| 2011 | Dallara-Mecachrome | Stefano Coletti    | 16      | 2       | 0  | 0  | 22  | 11   | 8    |
| 2011 | Dallara-Mecachrome | Stéphane Richelmi  | 2       | 0       | 0  | 0  | 0   | NS   | 8    |
| 2012 | Dallara-Mecachrome | Stéphane Richelmi  | 24      | 0       | 0  | 0  | 25  | 18   | 10   |
| 2012 | Dallara-Mecachrome | Julián Leal        | 24      | 0       | 0  | 0  | 9   | 21   | 10   |
| 2013 | Dallara-Mecachrome | Nathanaël Berthon  | 22      | 1       | 0  | 1  | 21  | 20   | 11   |
| 2013 | Dallara-Mecachrome | Kevin Ceccon       | 11      | 0       | 0  | 0  | 28  | 17   | 11   |
| 2013 | Dallara-Mecachrome | Ricardo Teixeira   | 4       | 0       | 0  | 0  | 0   | 34   | 11   |
| 2013 | Dallara-Mecachrome | Sergio Campana     | 2       | 0       | 0  | 0  | 0   | 32   | 11   |
| 2013 | Dallara-Mecachrome | Gianmarco Raimondo | 4       | 0       | 0  | 0  | 0   | 30   | 11   |
| 2014 | Dallara-Mecachrome | Axcil Jefferies    | 2       | 0       | 0  | 0  | 0   | 34   | 6    |
| 2014 | Dallara-Mecachrome | Sergio Canamasas   | 19      | 0       | 0  | 0  | 29  | 14   | 6    |
| 2014 | Dallara-Mecachrome | Johnny Cecotto Jr. | 22      | 2       | 1  | 0  | 140 | 5    | 6    |

### Seria GP3
| Rok  | Bolid           | Kierowcy                  | Wyścigi | Wygrane | PP | NO | Pkt   | M.K. | M.Z. |
| ---- | --------------- | ------------------------- | ------- | ------- | -- | -- | ----- | ---- | ---- |
| 2012 | Dallara-Renault | Vicky Piria               | 16      | 0       | 0  | 0  | 0     | 26   | 9    |
| 2012 | Dallara-Renault | Antonio Spavone           | 8       | 0       | 0  | 0  | 0     | 30   | 9    |
| 2012 | Dallara-Renault | Giovanni Venturini        | 10      | 0       | 0  | 0  | 31    | 13   | 9    |
| 2013 | Dallara-Renault | Giovanni Venturini        | 16      | 1       | 0  | 0  | 26    | 15   | 8    |
| 2013 | Dallara-Renault | David Fumanelli           | 14      | 0       | 0  | 0  | 6     | 19   | 8    |
| 2013 | Dallara-Renault | Robert Cregan             | 2       | 0       | 0  | 0  | 0     | 27   | 8    |
| 2013 | Dallara-Renault | Emanuele Zonzini          | 16      | 0       | 0  | 0  | 0     | 25   | 8    |
| 2014 | Dallara-Renault | Victor Carbone            | 8       | 0       | 0  | 0  | 0     | 31   | 9    |
| 2014 | Dallara-Renault | Konstantin Tierieszczenko | 0       | 0       | 0  | 0  | 0     | NS   | 9    |
| 2014 | Dallara-Renault | Ling Kang                 | 2       | 0       | 0  | 0  | 0     | 28   | 9    |
| 2014 | Dallara-Renault | Roman de Beer             | 10      | 0       | 0  | 0  | 8     | 18   | 9    |
| 2014 | Dallara-Renault | John Bryant-Meisner       | 4       | 0       | 0  | 0  | 0     | 30   | 9    |
| 2014 | Dallara-Renault | Patrick Kujala            | 4(18)   | 0       | 0  | 0  | 0(22) | 14   | 9    |
| 2014 | Dallara-Renault | Ryan Cullen               | 2(16)   | 0       | 0  | 0  | 0     | 25   | 9    |
| 2014 | Dallara-Renault | Dienis Nagulin            | 2       | 0       | 0  | 0  | 0     | 34   | 9    |
| 2014 | Dallara-Renault | Mitchell Gilbert          | 8       | 0       | 0  | 0  | 0     | 26   | 9    |
| 2014 | Dallara-Renault | Luca Ghiotto              | 4       | 0       | 1  | 0  | 4     | 20   | 9    |

### Auto GP
| Rok  | Bolid      | Kierowcy          | Wyścigi | Wygrane | PP | NO | Pkt | M.K. | M.Z. |
| ---- | ---------- | ----------------- | ------- | ------- | -- | -- | --- | ---- | ---- |
| 2010 | Lola-Zytek | Julián Leal       | 12      | 1       | 1  | 1  | 21  | 9    | 4    |
| 2010 | Lola-Zytek | Adrian Zaugg      | 2       | 0       | 0  | 0  | 6   | 15   | 4    |
| 2010 | Lola-Zytek | Federico Leo      | 4       | 0       | 0  | 0  | 6   | 16   | 4    |
| 2010 | Lola-Zytek | Fabrizio Crestani | 4       | 0       | 0  | 0  | 0   | 22   | 4    |

### Azjatycka Seria GP2
| Rok       | Bolid              | Kierowcy             | Wyścigi | Wygrane | PP | NO | Pkt | M.K. | M.Z. |
| --------- | ------------------ | -------------------- | ------- | ------- | -- | -- | --- | ---- | ---- |
| 2008      | Dallara-Mecachrome | Harald Schlegelmilch | 10      | 0       | 0  | 0  | 3   | 18   | 13   |
| 2008      | Dallara-Mecachrome | Ho-Pin Tung          | 10      | 0       | 0  | 0  | 1   | 21   | 13   |
| 2008/2009 | Dallara-Mecachrome | Giacomo Ricci        | 2       | 0       | 0  | 0  | 0   | 27   | 9    |
| 2008/2009 | Dallara-Mecachrome | Alberto Valerio      | 1       | 0       | 0  | 0  | 0   | 37   | 9    |
| 2008/2009 | Dallara-Mecachrome | Frankie Provenzano   | 4       | 0       | 0  | 0  | 0   | 35   | 9    |
| 2008/2009 | Dallara-Mecachrome | Ricardo Teixeira     | 4       | 0       | 0  | 0  | 0   | 38   | 9    |
| 2008/2009 | Dallara-Mecachrome | Chris van der Drift  | 3       | 0       | 0  | 0  | 5   | 18   | 9    |
| 2008/2009 | Dallara-Mecachrome | Adrián Vallés        | 2       | 0       | 0  | 0  | 0   | 40   | 9    |
| 2008/2009 | Dallara-Mecachrome | Davide Rigon         | 6       | 0       | 0  | 0  | 6   | 17   | 9    |
| 2009/2010 | Dallara-Mecachrome | Johnny Cecotto Jr.   | 2       | 0       | 0  | 0  | 3   | 17   | 11   |
| 2009/2010 | Dallara-Mecachrome | Dani Clos            | 4       | 0       | 0  | 0  | 0   | 27   | 11   |
| 2009/2010 | Dallara-Mecachrome | Adrian Zaugg         | 2       | 0       | 0  | 0  | 1   | 19   | 11   |
| 2009/2010 | Dallara-Mecachrome | Płamen Kralew        | 8       | 0       | 0  | 0  | 0   | 33   | 11   |
| 2011      | Dallara-Mecachrome | Stefano Coletti      | 4       | 1       | 0  | 0  | 11  | 4    | 4    |
| 2011      | Dallara-Mecachrome | Rodolfo González     | 4       | 0       | 0  | 0  | 0   | 17   | 4    |